# Flavia Piccinni
Flavia Piccinni (Taranto, 17 dicembre 1986) è una scrittrice e giornalista italiana.

## Biografia
Nata a Taranto, si trasferisce poi a Lucca quando aveva dieci anni. All'età di quattordici anni inizia a giocare a scacchi a livello agonistico raggiungendo la 2a categoria nazionale un punteggio ELO di 1700 punti. Nel 2005 ha vinto la X edizione del Premio Campiello Giovani con il racconto Non c’è tutto nei romanzi. 
Nel 2007 ha pubblicato il suo romanzo d'esordio Adesso tienimi, edito dalla romana Fazi Editore, che ha ottenuto ottimi riscontri nelle vendite. L'anno successivo un suo racconto è inserito nell'antologia per autori esordienti "Voi siete qui", pubblicata da Minimum fax. Nel 2011 ha pubblicato per Rizzoli il romanzo Lo Sbaglio, ambientato a Lucca e che racconta la storia (con forti richiami autobiografici), di Caterina, giocatrice di scacchi a un passo dalle olimpiadi, ma che la madre vorrebbe vedere sposata e laureata in farmacia secondo la tradizione di famiglia.. 
L'anno successivo pubblica con Sperling & Kupfer il libro d'inchiesta sulla 'Ndrangheta La malavita, scritto con l'ex-carabiniere del ROS Nino Maressa. Nel 2015 fonda con Simone Caltabellota, Francesco Pedicini e Gianni Miraglia la casa editrice Atlantide per la quale inizia a tradurre i romanzi di Robert Nathan. Nel 2016 pubblica il suo terzo romanzo Quel Fiume è la notte con Fandango Libri candidato al Premio Strega da Dacia Maraini e Lidia Ravera. 
Del 2017 è invece il saggio d'inchiesta Bellissime dedicato al mondo dei concorsi di bellezza per bambine e adolescenti che le è valso la vittoria del Premio Croce e il Premio Enea. Nel 2019 dal libro è stato tratto anche il docufilm omonimo diretto da Elisa Amoruso e prodotto da Fandango. 
Nel 2018 il suo libro Nella Setta scritto in coppia con il compagno Carmine Gazzanni, con cui nel 2022 si sposerà, è stato premiato al Premio Internazionale di Letteratura Città di Como 2019 come Miglior libro d'inchiesta, nonché del Premio Piersanti Mattarella, del Premio Fiumicino per la Legalità e del Premio Libro di Inchiesta Europeo 2019. L’anno dopo i due pubblicano dopo un lungo lavoro di inchiesta Sarah - La Ragazza di Avetrana - sempre con Fandango Libri - da cui vengono tratti un documentario per Sky e la miniserie televisiva Avetrana - Qui non è Hollywood per Disney+. Nel 2022 esce Storia di una scomparsa dedicato alla scomparsa di Mauro Romano. 
È fra le autrici del programma La biblioteca dei sentimenti in onda su Rai Tre. Come giornalista, oltre all'attività letteraria, ha scritto inchieste per Huffington Post, L'Espresso e Donna Moderna, Panorama.

## Opere

### Romanzi
- Adesso Tienimi, Fazi Editore, 2007, ISBN 9788881128488.
- Lo Sbaglio, Rizzoli, 2011, ISBN 9788817050890.
- Quel Fiume è la notte, Fandango Libri, 2016, ISBN 9788860444868.

### Saggi
- con Nino Maressa, La malavita, Sperling & Kupfer, 2012, ISBN 8873397050.
- Bellissime, Fandango Libri, 2017, ISBN 9788860445087.
- con Carmine Gazzanni, Nella Setta, Fandango Libri, 2018, ISBN 9788860445780.
- con Carmine Gazzanni, Sarah. La ragazza di Avetrana, Fandango Libri, 2020, ISBN 9788860446688.
- con Carmine Gazzanni, Storia di una scomparsa, Fandango Libri, 2022, ISBN 978-8860447500.